# Kožichovice
Kožichovice (in tedesco Kozichowitz) è un comune della Repubblica Ceca facente parte del distretto di Třebíč, nella regione di Vysočina.